# يوغيشوار دوت
يوغيشوار دوت ((بالإنجليزية: Yogeshwar Dutt)) (من مواليد 2 نوفمبر 1982) هو مصارع حر من الهند.
شارك في دورة الألعاب الآسيوية 2006 في الدوحة، قطر.